# Obinna Nwobodo
Obinna Emmanuel Nwobodo (Enugu, Nigeria, 29 de noviembre de 1996) es un futbolista nigeriano. Su posición es la de mediocampista y su club es el F. C. Cincinnati de la Major League Soccer.

## Trayectoria
El 13 de abril de 2022 se hizo oficial su llegada al F. C. Cincinnati firmando un contrato hasta 2024 con opción a un año más. Su primer partido con el equipo fue el 30 de abril en liga ante el Toronto F. C. entrando de cambio al 67' por Haris Medunjanin, al final su equipo terminaría ganando el encuentro por marcador de 1-2.

## Estadísticas

### Clubes
Actualizado al último partido jugado el 6 de octubre de 2024.
| Enugu Rangers F. C. Nigeria | 1.ª           | 2015-16       | 31  | 7  | 0  | 0 | 0  | 0 | 31  | 7  | 0.23 |
| Enugu Rangers F. C. Nigeria | 1.ª           | 2016-17       | 13  | 2  | 0  | 0 | 3  | 0 | 16  | 2  | 0.13 |
| Enugu Rangers F. C. Nigeria | Total club    | Total club    | 44  | 9  | 0  | 0 | 3  | 0 | 47  | 9  | 0.19 |
| Újpest F. C. · Hungría | 1.ª           | 2017-18       | 30  | 3  | 10 | 1 | 0  | 0 | 40  | 4  | 0.1  |
| Újpest F. C. · Hungría | 1.ª           | 2018-19       | 27  | 4  | 3  | 2 | 3  | 1 | 33  | 7  | 0.21 |
| Újpest F. C. · Hungría | 1.ª           | 2019-20       | 32  | 3  | 5  | 1 | -  | - | 37  | 4  | 0.11 |
| Újpest F. C. · Hungría | 1.ª           | 2020-21       | 4   | 0  | -  | - | -  | - | 4   | 0  | 0    |
| Újpest F. C. · Hungría | Total club    | Total club    | 93  | 10 | 18 | 4 | 3  | 1 | 114 | 15 | 0.13 |
| Göztepe S. K. Turquía | 1.ª           | 2020-21       | 31  | 0  | 1  | 0 | -  | - | 32  | 0  | 0    |
| Göztepe S. K. Turquía | 1.ª           | 2021-22       | 29  | 0  | 3  | 0 | -  | - | 32  | 0  | 0    |
| Göztepe S. K. Turquía | Total club    | Total club    | 60  | 0  | 4  | 0 | 0  | 0 | 64  | 0  | 0    |
| F. C. Cincinnati Estados Unidos | 1.ª           | 2022          | 26  | 0  | 0  | 0 | 1  | 0 | 27  | 0  | 0    |
| F. C. Cincinnati Estados Unidos | 1.ª           | 2023          | 33  | 2  | 4  | 0 | 3  | 0 | 40  | 2  | 0.05 |
| F. C. Cincinnati Estados Unidos | 1.ª           | 2024          | 29  | 0  | -  | - | 7  | 0 | 36  | 0  | 0    |
| F. C. Cincinnati Estados Unidos | Total club    | Total club    | 88  | 2  | 4  | 0 | 11 | 0 | 103 | 2  | 0.02 |
| Total carrera | Total carrera | Total carrera | 285 | 21 | 26 | 4 | 17 | 1 | 329 | 26 | 0.08 |
| (1)Incluye datos de Copa de Hungría, Copa de Turquía y Lamar Hunt U.S. Open Cup. (2)Incluye datos de Liga Europa de la UEFA, Liga de Campeones de la UEFA y Leagues Cup. (3)No incluye goles en partidos amistosos. |               |               |     |    |    |   |    |   |     |    |      |

## Palmarés

### Títulos nacionales
| Título          | Club         | País    | Año     |
| --------------- | ------------ | ------- | ------- |
| Copa de Hungría | Újpest F. C. | Hungría | 2017-18 |